# Edivaldo Rojas Hermoza
Edivaldo Rojas Hermoza, detto Edivaldo e, in precedenza, Bolívia (Cuiabá, 17 novembre 1985), è un ex calciatore brasiliano naturalizzato boliviano, di ruolo attaccante.

## Carriera

### Club
Edivaldo Rojas Hermoza iniziò la propria carriera nel calcio professionistico nel 2004 nella prima squadra dell'Atlético Paranaense di Curitiba, con lo pseudonimo Bolívia, derivato dalle origini della madre. Non arriva a debuttare nel Brasileirão, e la società decise di cederlo in prestito a varie squadre: dapprima la Ferroviária, poi il Figueirense, compagine di Florianópolis, con cui debutta il massima serie brasiliana durante l'edizione 2005 della Série A. Dopo due presenze da subentrato, Rojas torna all'Atlético Paranaense, dove viene inserito nella squadra riserve: con essa gioca dal 2006 al 2007. Nel 2008 passa, sempre con la formula del prestito, al Guaratinguetá, formazione paulista della terza divisione nazionale. Il suo terzo ritorno all'Atlético lo vede esordire in Série A con la maglia rosso-nera. Nel 2008 viene acquistato dal Naval, squadra portoghese, e alla sua prima stagione raccoglie 25 presenze, di cui 15 dall'inizio e 10 a partita iniziata. Diviene poi, a partire dall'annata seguente, uno dei membri fissi della squadra titolare.

### Nazionale
Nel 2011 ha accettato la nazionalità boliviana in quanto la madre è del paese andino, e ha disputato la Coppa America 2011, di cui risulterà il primo marcatore, segnando il gol dell'1-0 provvisorio all'Argentina, prima che la Bolivia venga raggiunta dall'1-1 finale.

## Statistiche

### Cronologia presenze e reti in nazionale
| Cronologia completa delle presenze e delle reti in nazionale ― Bolivia | Cronologia completa delle presenze e delle reti in nazionale ― Bolivia | Cronologia completa delle presenze e delle reti in nazionale ― Bolivia | Cronologia completa delle presenze e delle reti in nazionale ― Bolivia | Cronologia completa delle presenze e delle reti in nazionale ― Bolivia | Cronologia completa delle presenze e delle reti in nazionale ― Bolivia | Cronologia completa delle presenze e delle reti in nazionale ― Bolivia | Cronologia completa delle presenze e delle reti in nazionale ― Bolivia |
| Data                                                                   | Città                                                                  | In casa                                                                | Risultato                                                              | Ospiti                                                                 | Competizione                                                           | Reti                                                                   | Note                                                                   |
| ---------------------------------------------------------------------- | ---------------------------------------------------------------------- | ---------------------------------------------------------------------- | ---------------------------------------------------------------------- | ---------------------------------------------------------------------- | ---------------------------------------------------------------------- | ---------------------------------------------------------------------- | ---------------------------------------------------------------------- |
| 4-6-2011                                                               | Santa Cruz de la Sierra                                                | Bolivia                                                                | 0 – 2                                                                  | Paraguay                                                               | Amichevole                                                             | -                                                                      |                                                                        |
| 8-6-2011                                                               | Luque                                                                  | Paraguay                                                               | 0 – 0                                                                  | Bolivia                                                                | Amichevole                                                             | -                                                                      |                                                                        |
| 1-7-2011                                                               | La Plata                                                               | Argentina                                                              | 1 – 1                                                                  | Bolivia                                                                | Coppa America 2011 - 1º Turno                                          | 1                                                                      |                                                                        |
| 7-7-2011                                                               | San Salvador de Jujuy                                                  | Bolivia                                                                | 0 – 2                                                                  | Costa Rica                                                             | Coppa America 2011 - 1º Turno                                          | -                                                                      |                                                                        |
| 10-7-2011                                                              | Santa Fe                                                               | Colombia                                                               | 2 – 0                                                                  | Bolivia                                                                | Coppa America 2011 - 1º Turno                                          | -                                                                      |                                                                        |
| 3-9-2011                                                               | Lima                                                                   | Perù                                                                   | 2 – 2                                                                  | Bolivia                                                                | Amichevole                                                             | -                                                                      | 75’                                                                    |
| 7-10-2011                                                              | Montevideo                                                             | Uruguay                                                                | 4 – 2                                                                  | Bolivia                                                                | Qual. Mondiali 2014                                                    | -                                                                      | 27’ 60’                                                                |
| 11-11-2011                                                             | Buenos Aires                                                           | Argentina                                                              | 1 – 1                                                                  | Bolivia                                                                | Qual. Mondiali 2014                                                    | -                                                                      | 83’                                                                    |
| 6-4-2013                                                               | Santa Cruz de la Sierra                                                | Bolivia                                                                | 0 – 4                                                                  | Brasile                                                                | Amichevole                                                             | -                                                                      |                                                                        |
| 12-6-2013                                                              | Santiago del Cile                                                      | Cile                                                                   | 3 – 1                                                                  | Bolivia                                                                | Qual. Mondiali 2014                                                    | -                                                                      | 46’                                                                    |
| 16-10-2013                                                             | Lima                                                                   | Perù                                                                   | 1 – 1                                                                  | Bolivia                                                                | Qual. Mondiali 2014                                                    | -                                                                      | 74’                                                                    |
| Totale                                                                 |                                                                        | Presenze                                                               | 11                                                                     |                                                                        | Reti                                                                   | 1                                                                      |                                                                        |